# Tres Hermanos Savannah
Tres Hermanos Savannah är ett träsk i Belize. Det ligger i distriktet Corozal, i den norra delen av landet, 110 km norr om huvudstaden Belmopan.